# Płuhów (przystanek kolejowy)
Płuhów (ukr. Плугів, ros. Плугов) – przystanek kolejowy w pobliżu miejscowości Płuhów, w rejonie złoczowskim, w obwodzie lwowskim, na Ukrainie.
Stacja kolejowa Płuhów powstała w czasach Austro-Węgier na linii kolei galicyjskiej im. Karola Ludwika. W późniejszym okresie została zdegradowana do roli przystanku.